# Whose Line Is It Anyway? (americký pořad)
Whose Line Is It Anyway? je americká show improvizační komedie, volně navazující na předešlou britskou verzi. Pořad vysílala televize ABC s moderátorem Drewem Careym v letech 1998 až 2007. Od roku 2013 show vysílá The CW a moderuje ji Aisha Tyler.

## Anotace
Whose Line Is It Anyway – show, kde vše je vymyšlené a na bodech nezáleží. Čtyři improvizační komici účinkují v různých scénkách, které musí vymyslet přímo před zraky diváků. Náměty na ně pocházejí z návrhů publika a kartiček moderátora, které nikdy předtím neviděli. Moderátor jim podle svého uvážení udělí body, které slouží spíše k rychlejšímu ubíhání děje než ke skutečnému hodnocení. A na konci moderátor vybere vítěze, který se mu nejvíce líbil, a spolu stvoří závěrečnou scénku, nebo je vítěz naopak této scénky ušetřen. Během jednotlivých her účinkuje různý počet herců, rovněž se zpívá, tančí a často jsou do hry zapojeni i vybraní diváci. Za cíl legrace si herci s oblibou vybírají i zvláštnosti svých kolegů včetně moderátora (plešatost nebo kanadský původ Colina Mochrieho, košile nebo velké nohy Ryana Stilese).
Show do roku 2007 uváděl Drew Carey, v nové verzi jeho místo zaujala Aisha Tyler. Moderátor provádí pořadem, vyhlašuje jednotlivé hry, ukončuje je bzučákem a následně za herecké výkony udílí body. Na jevišti pravidelně vystupují improvizační herci Ryan Stiles a Colin Mochrie, kteří účinkovali už v britském vysílání. Wayne Brady v roce 2003 dokonce za své výkony obdržel cenu Emmy. Mezi dalšími se v pořadu objevili například Brad Sherwood, Greg Proops, Chip Easten, Kathy Greenwood a Danny Siegel. Hudební scénky doprovází hrou na klavír Laura Hall a hrou na kytaru Linda Tylor.

## Hry
Scénky z klobouku – Před vysíláním diváci napíší na kartičky scénky, které by chtěli vidět. Nejlepší se vyberou a vhodí do klobouku. Moderátor posléze losuje a herci se je snaží zahrát.

Největší hity – Diváci vyberou neobvyklou profesi, o které by se měla složit píseň. Colin a Ryan jako moderátoři na dané téma vymyslí jméno a žánr písně, kterou mají ostatní herci zazpívat.

Rekvizity –  Herci se rozdělí do dvojic. Každá dostane určitou rekvizitu, se kterou musí vymyslet co nejvíce scének.

Hoedown  –  Všichni čtyři herci postupně zazpívají píseň o čtyřech verších se sdruženým rýmem. Téma závisí na divácích.

Výstřední párty  –  Na párty pořádanou jedním hercem přijdou zbylí, kterým je přidělena speciální vlastnost nebo identita. Hostitel musí tyto vlastnosti uhádnout.

Nic než otázky  – Dva herci začnou scénku, ve které mohou mluvit ke druhému pouze v otázkách. Pokud se spletou, nahradí je jeden ze zbylých dvou.

Zvukové efekty  –  Hercům k jejich scénce vytvářejí zvukové pozadí dvě vybrané osoby z publika.

Irská opilecká píseň  –  Všichni čtyři herci postupně zazpívají po jednom verši písně s přerývavým rýmem, každý herec začíná dvě sloky. Téma závisí na divácích.

Vypravěči  –  Colin a Ryan vytvoří scénku na motivy filmu noir (dlouhé a popisné monology s pohledem do kamery).

## Herci

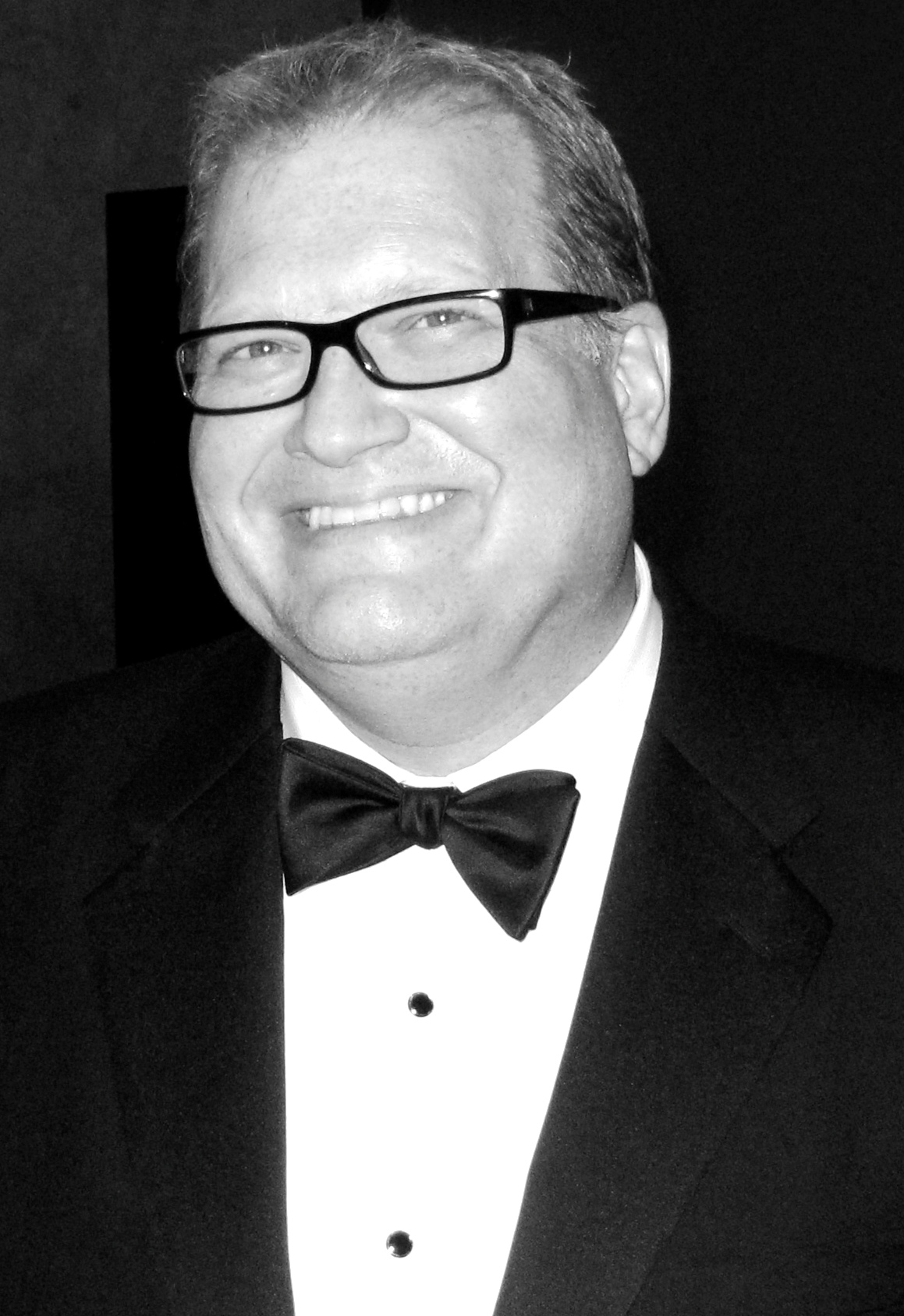
Drew Carey
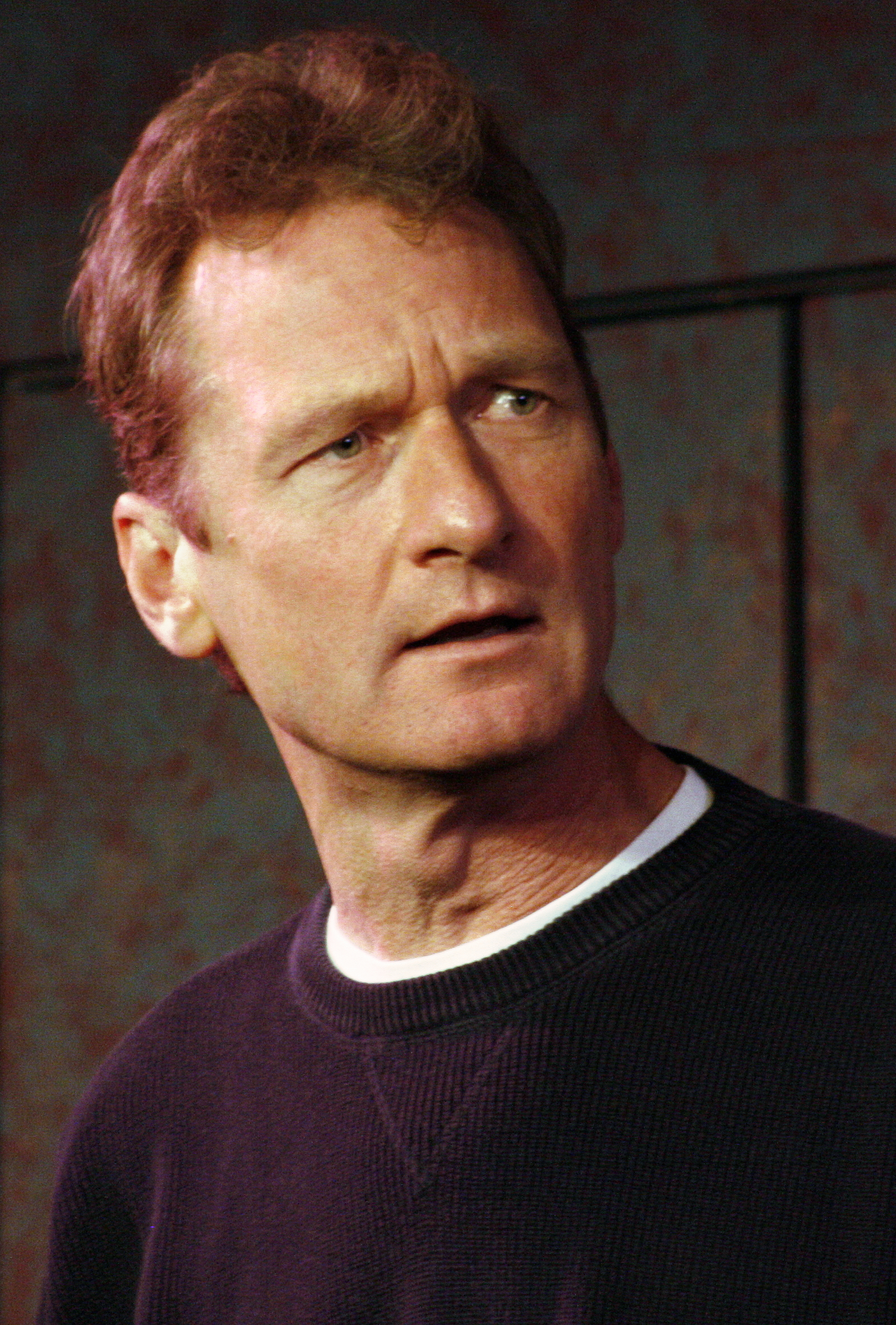
Ryan Stiles
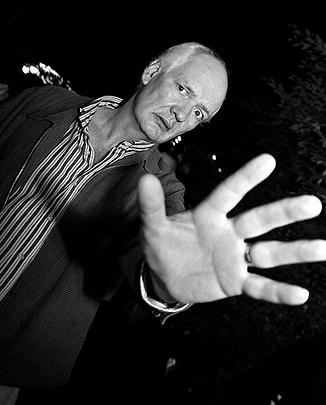
Colin Mochrie
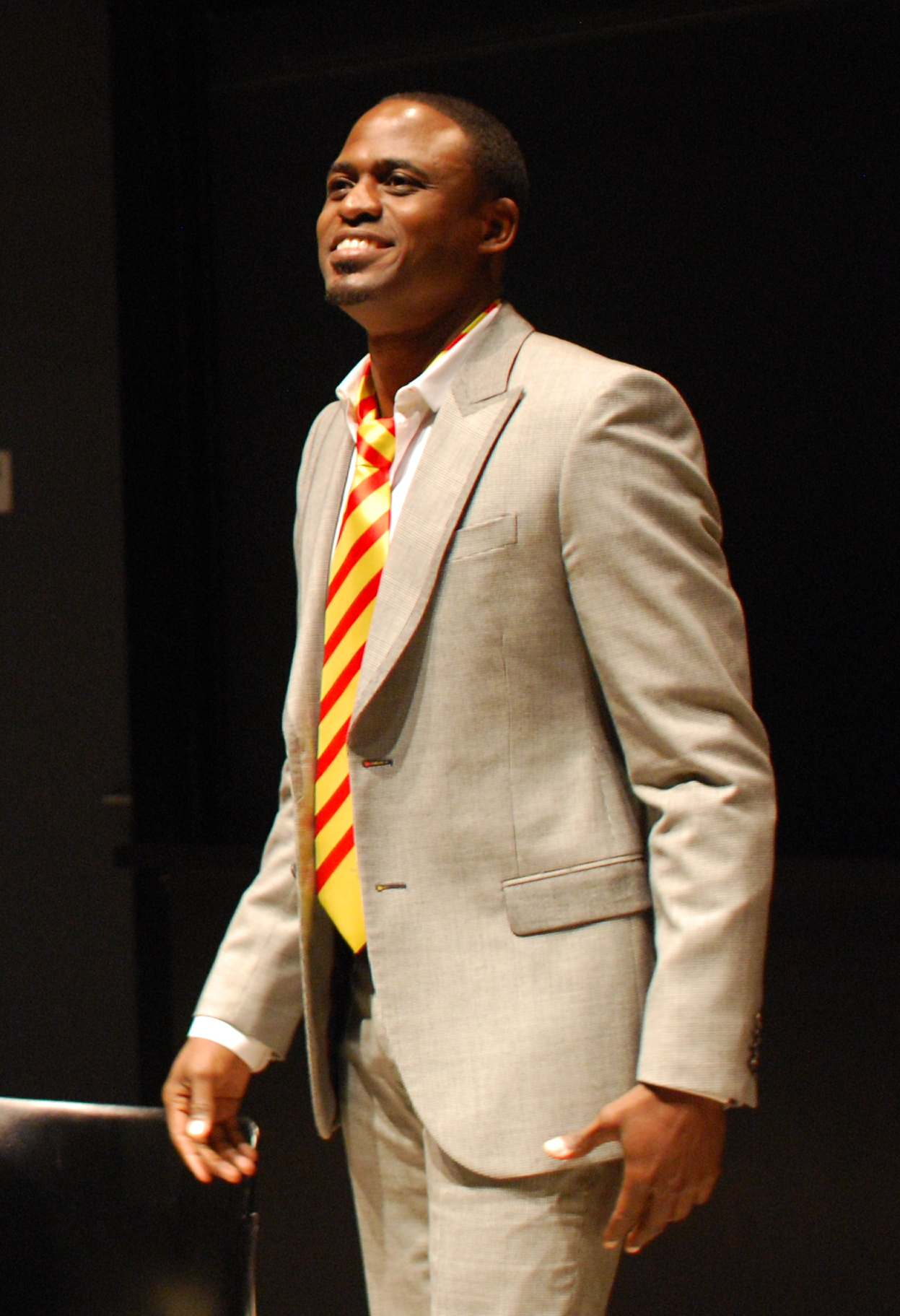
Wayne Brady
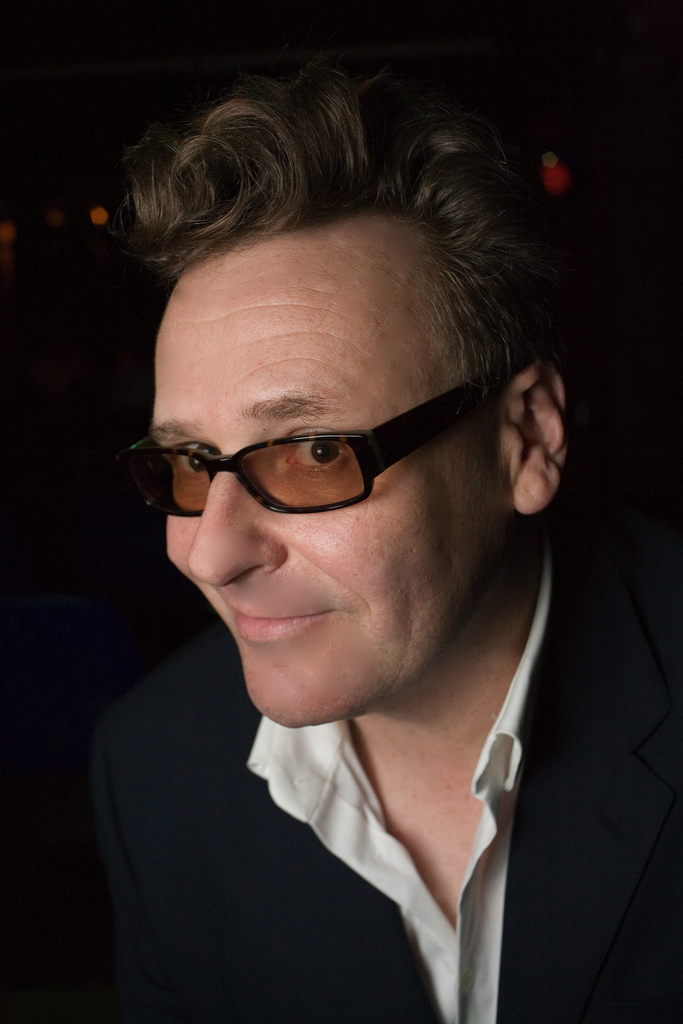
Greg Proops